# Municipio de Ferguson (condado de Clearfield)
El municipio de Ferguson (en inglés: Ferguson Township) es un municipio ubicado en el condado de Clearfield en el estado estadounidense de Pensilvania. En el año 2000 tenía una población de 410 habitantes y una densidad poblacional de 6.7 personas por km².

## Geografía
El municipio de Ferguson se encuentra ubicado en las coordenadas 40°52′00″N 78°36′59″O / 40.86667, -78.61639.

## Demografía
Según la Oficina del Censo en 2000 los ingresos medios por hogar en la localidad eran de $30,250 y los ingresos medios por familia eran de $36,625. Los hombres tenían unos ingresos medios de $27,841 frente a los $16,111 para las mujeres. La renta per cápita de la localidad era de $14,337. Alrededor del 11,2% de la población estaba por debajo del umbral de pobreza.